# 桂川手也
桂川手也，日語: 桂川てや，（1829年—1844年6月25日），即生於文政12年，卒於天保15年5月10日（日本舊曆），別名こや、とや，幼名阿勢登，日本江戶時代後期大奧女中，以其對德川將軍家的忠義而留名於世。

## 生平
她出身於江戶，為家中長女，本家是世代專為將軍家服務的大奧醫師。父親桂川甫賢因為身體欠佳自大奧退職，兄長桂川甫周年紀太輕尙在學習醫術，她為維持家中生計進入大奧工作。根據《桂川家的記錄》中形容，她是「五十年一遇品行端正之人」。
1840年（天保11年）12歲時進入大奧，起初是上臈御年寄花町（廣大院的親信）部屋裡的女中。由於她得到花町賞識，同年轉入吳服之間工作，翌年再被破格提拔為服侍將軍德川家齊御台所廣大院的御中臈。其晉升之快在大奧中是異數。

## 天保大火
1844年（天保15年）5月10日，大奧長局（大奧女中居住的地方）發生火災，波及整個本丸。她先是在紅葉山找到主人廣大院已安全逃離火場。然而廣大院問她：「花町是否平安無事？你去看看吧！」她於是折返火場尋找年老、臥病在床的花町。她對逃離火場的女中說出遺言：
|  | 主人的命令是重要的，所以我要到花町夫人所在之處和她同死。 假如有人發現手裡握著燭台的屍體，請告訴其他人那就是我。 |

結果她和花町等40多名女中葬身火海，享年16歲。
德川將軍家以其至死忠義，稱她為「大奧女中之鑑」，追贈法名惠光院殿妙因日立大姊 （「院殿」是江戶時代最高級別的諡號），而其畫像亦作為女中的典範保存下來。
在大火中她的兩名侍女也同時被燒死，於是三人同被葬於芝二本榎上行寺的桂川家墓地，大小三塊墓石在1930年代仍然存在。上行寺於第二次世界大戰後遷至神奈川縣伊勢原市，三人的墓所亦遷到該處。

## 外部連結
- おてや書簡 : 桂川甫安等宛 （页面存档备份，存于）（てや的家書）